# Astragalus keredjensis
Astragalus keredjensis es una especie de planta del género Astragalus, de la familia de las leguminosas, orden Fabales.

## Distribución
Astragalus keredjensis se distribuye por Irán.

## Taxonomía
Fue descrita científicamente por Podlech. Fue publicada en Sendtnera 7: 200 (2001).